# مینولتا ایکس-۳۰۰اس
مینولتا ایکس-۳۰۰اس (به انگلیسی: Minolta X-300s) یک دوربین عکاسی تک‌لنزی بازتابی ساخت شرکت مینولتا است.